# × Ornithocidium roczonii
× Ornithocidium roczonii – gatunek roślin z monotypowego rodzaju × Ornithocidium z rodziny storczykowatych (Orchidaceae). Jest to gatunek hybrydy występujący w Ameryce Południowej w południowej Brazylii Rodzaj jest zaakceptwanym taksonem potwierdzonym wieloma źródłami. Gatunek w niektórych źródłach jest opisywany jako synonim dla taksonu Gomesa × roczonii (Leinig) Meneguzzo.
Formuła hybrydowa to Oncidium riograndense (Cogn.) × Ornithophora radicans ((Rchb.f.) Garay & Pabst).

## Systematyka
Gatunek sklasyfikowany do podplemienia Oncidiinae w plemieniu Cymbidieae, podrodzina epidendronowe (Epidendroideae), rodzina storczykowate (Orchidaceae), rząd szparagowce (Asparagales) w obrębie roślin jednoliściennych.